# Ficus barraui
Ficus barraui är en mullbärsväxtart som beskrevs av Guillaum.. Ficus barraui ingår i släktet fikonsläktet, och familjen mullbärsväxter. Inga underarter finns listade i Catalogue of Life.